# Glossematik
Glossematik („Kombination der Glosseme“) ist die Bezeichnung für eine Sprachtheorie, die von Louis Hjelmslev und Hans Jørgen Uldall in der Kopenhagener Schule begründet wurde.

## Beschreibung
Die Glossematik zählt als eine Fortsetzung und Differenzierung der von Ferdinand de Saussure dargelegten Grundprinzipien zur strukturalistischen Sprachanalyse. Sie betrachtet die Beziehung zwischen den durch Abstraktion erzielten Elementen des Ausdrucks sowie des Inhalts (Glosseme), und sie erstellt Untersuchungen über die Sprachlaute (Phonologie) wie über die Beziehung zwischen sprachlichen Zeichen und Realität (Semantik).